# Kazimir Malevici
Kazimir Severinovici Malévici (în ucraineană și în rusă Казими́р Севери́нович Мале́вич, n. 23 februarie [S.V. 11 februarie] 1879, Kiev – d. 15 mai 1935, Leningrad) a fost artist vizual, pictor și desenator ucrainean și sovietic, de origine poloneză, reprezentant al avangardei artistice ruse, teoretician și propagator al suprematismului.
Influențat în perioada de debut de neoimpresioniștii și fauviștii francezi, Malevici a evoluat apoi în direcția cubo-futuristă, respectiv către neo-primitivism, apoi și-a creat propriul stil, denumit de el însuși suprematism, pentru ca, în ultima perioadă a vieții, să revină la pictura figurativă.

## Viața și opera

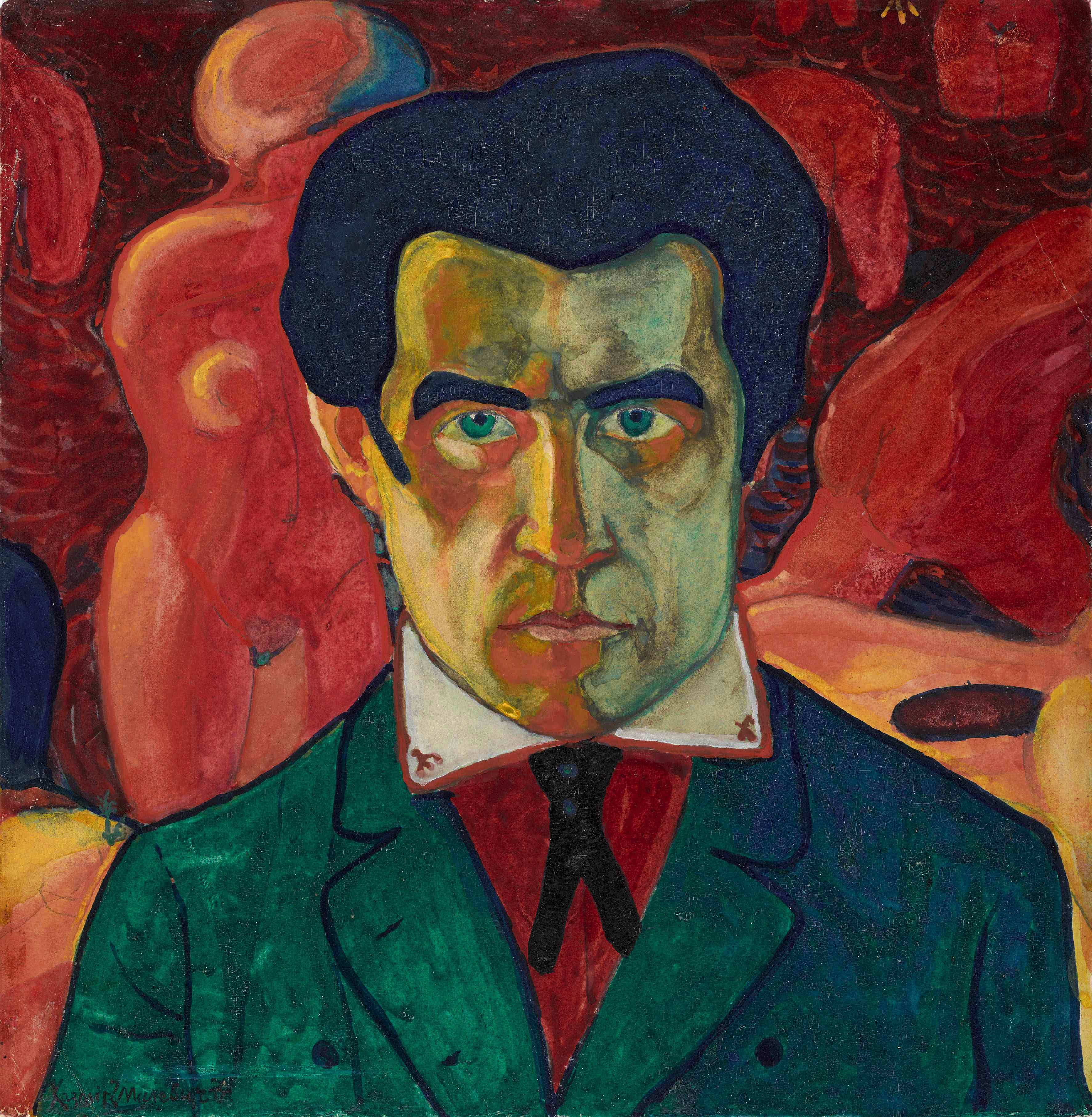
Kazimir Malevici — Autoportret (1910 - 1911).

Născut la Kiev, capitala Ucrainei, provincie a imperiului rus, Kazimir Malevici a fost fiul lui Severin Antonovici Malevici, polonez de confesiune catolică, submaistru într-o fabrică de zahăr din Iampol. Mama sa, Ludoviga Alexandrovna Galinovska, era ucraineană ortodoxă, în casă se vorbea însă mai mult limba polonă. Kazimir crește printre muncitorii de la fabrică și țăranii care cultivă sfeclă de zahăr. În anul 1890, familia Malevici se mută la Parhomovka, unde se află o altă rafinărie de zahăr. Kazimir, acum în vârstă de doisprezece ani, începe să fie atras de desen și pictură. Tatăl său vede la început în această îndeletnicire o simplă distracție și chiar îl încurajează, dar - își amintește Malevici mai târziu - "entuziasmul dispare rapid", deoarece la școală obține rezultate din ce în ce mai proaste.
În anul 1893, familia se mută din nou, de data aceasta în regiunea Kievului. "Distracția" artistică a lui Kazimir se preschimbă în pasiune. Mama sa, o femeie sensibilă, care scria versuri, îi acordă tot sprijinul, într-una din zile îl duce la un magazin de culori din Kiev și îl lasă să-și aleagă ce îi place. Când împlinește 17 ani, nu mai are decât o singură dorință, să dea examenul de admitere la Școala de Arte Frumoase din Kiev. Acum însă întâmpină rezistența ferma a tatălui - fiul trebuie să lucreze! Când în anul 1896 familia se mută la Kursk, Kazimir se angajează ca desenator tehnic la administrația căilor ferate, dar își petrece timpul liber împreună cu câțiva colegi pictând și desenând în aer liber.
În anul 1901 se căsătorește cu poloneza Kazimira Zgleitz, mai în vârstă cu opt ani decât el. Anul următor tatăl său moare, cu ajutorul mamei adună bani și reușește să plece la Moscova pentru a studia pictura.

### Începuturile carierei la Moscova
Malevici dorește să studieze la renumita "Academie de Pictură și Arhitectură" din Moscova, dă examen pentru Academie de trei ori, fără succes însă. În 1904, începe să frecventeze cursurile pictorului Feodor Roehrberg, în atelierul căruia se adună mulți tineri originari din Ucraina. Când în decembrie 1905 izbucnesc primele tulburări revoluționare, toți se regăsesc pe baricade. După ce spiritele s-au calmat, Malevici revine la pregătirile sale. Studiile și schițele sale din acești ani se apropie de lucrările pictorului naturalist Ilia Efimovici Repin și de operele impresioniștilor (Pe bulevard, 1903; Primăvara - Grădină în floare, 1904). Începe o perioadă de mari necazuri, numai cu ajutorul familiei poate să facă față problemelor financiare. Grație lui Feodor Roehrberg va prezenta în luna martie a nului 1907 două desene la expoziția organizată de Asociația Artiștilor Moscoviți, unde își expune lucrările și Wassily Kandinsky. Cu această ocazie face cunoștință cu Mihail Fiodorovici Larionov și Natalia Sergheevna Goncearova, care îi vor deveni prieteni. Personalitatea artistică a celor doi pictori va exercita o puternică influență asupra lui Malevici. Viața culturală a Moscovei este în primii ani ai secolului extraordinar de intensă. Negustorii de artă cumpără multe opere contemporane din pictura franceză. Colecțiile Tretiakov, Morozov și Șciukin sunt accesibile publicului, Malevici le frecventează și, începând cu anul 1907, se face vizibilă în lucrările lui influența paralelă a fauvismului și a operelor lui Paul Cézanne (Natură moartă cu fructe, 1910-1911). Pătrunde în mediile avangardiste, dar în același timp în viața particulară trece printr-o perioadă de criză. În anul 1909, soția îl părăsește, nemaiputând suporta lupta permanentă cu sărăcia și desele mutări dintr-o locuință în alta.

Lucrări reprezentative – Kazimir Malevici - Începutul carierei
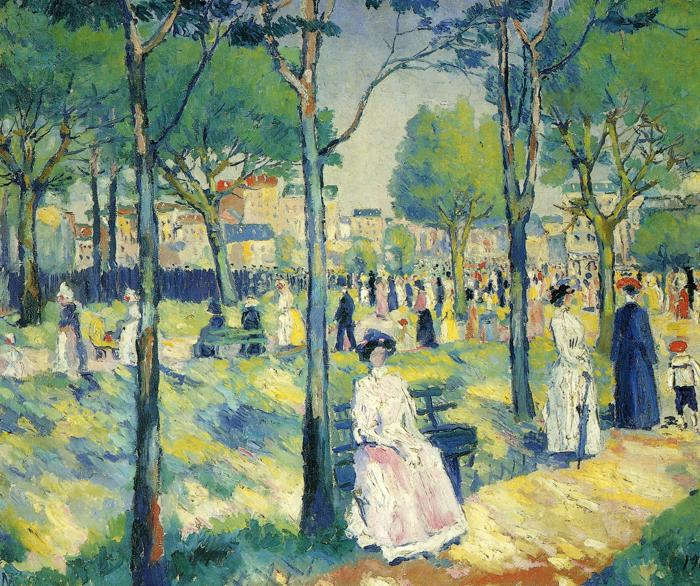
Pe bulevard — 1903
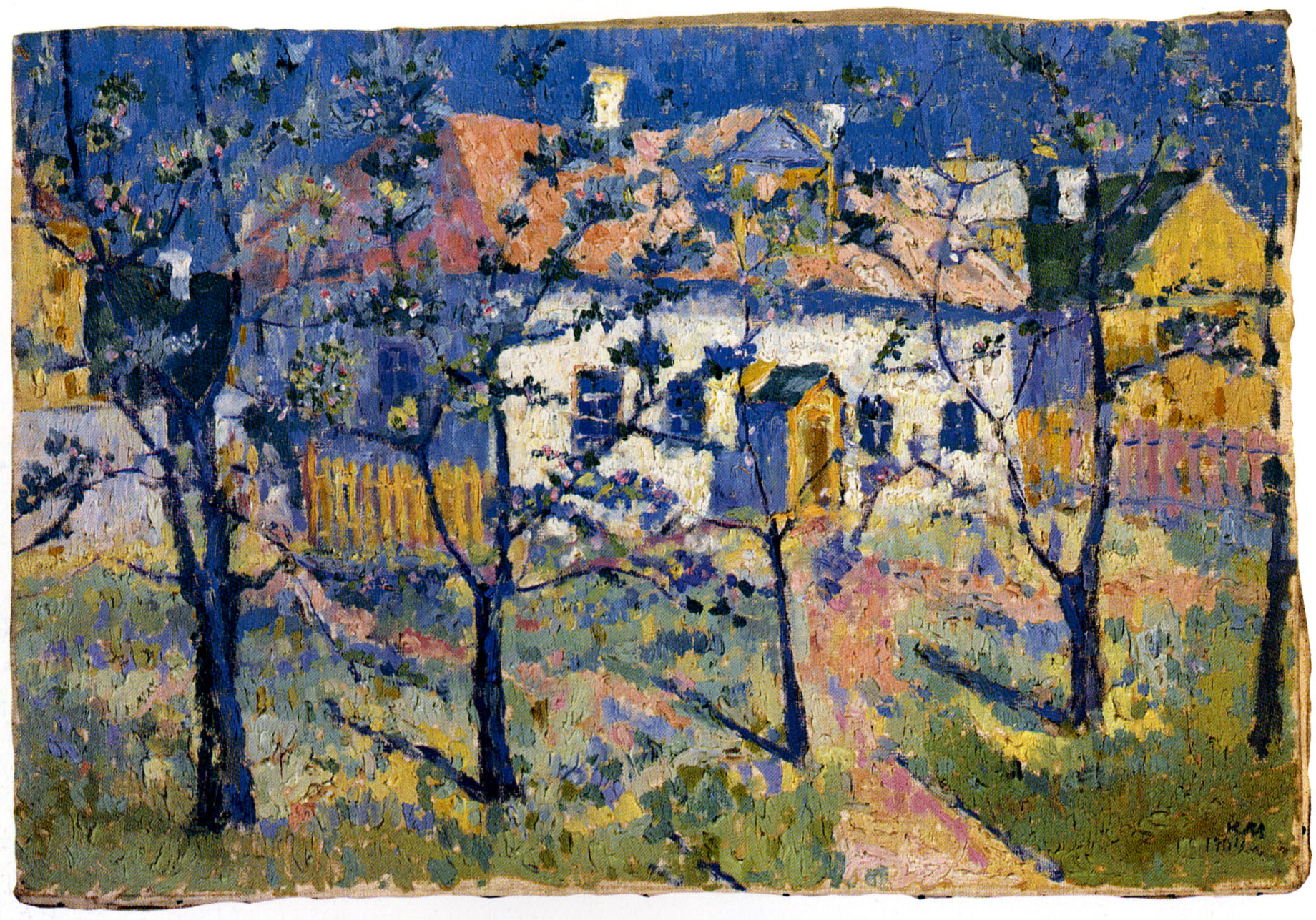
Primăvara - Grădină în floare — 1904
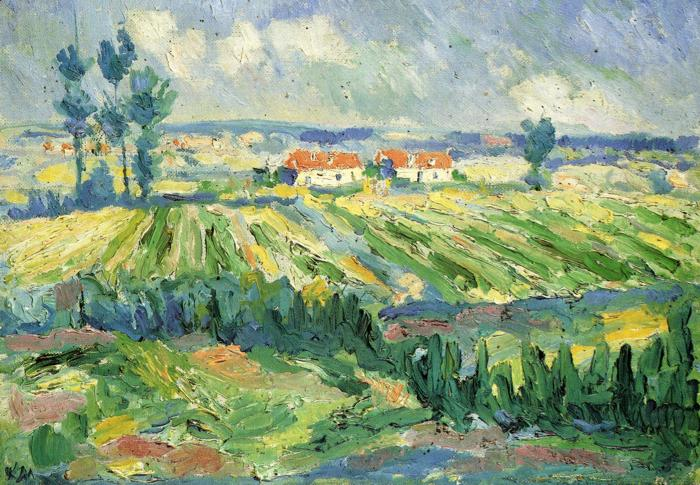
Câmpii — 1907
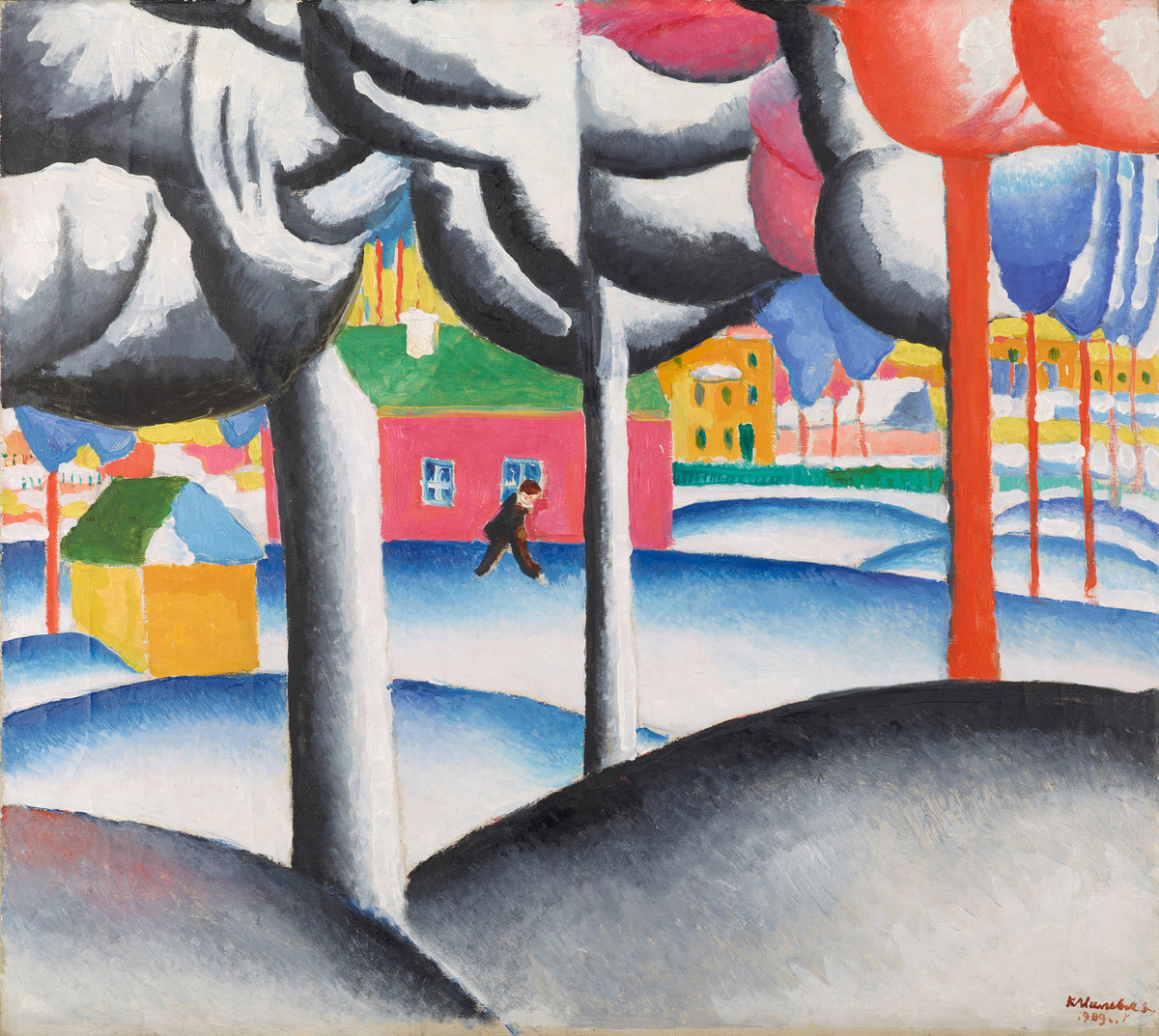
Peisaj de iarnă  — 1909
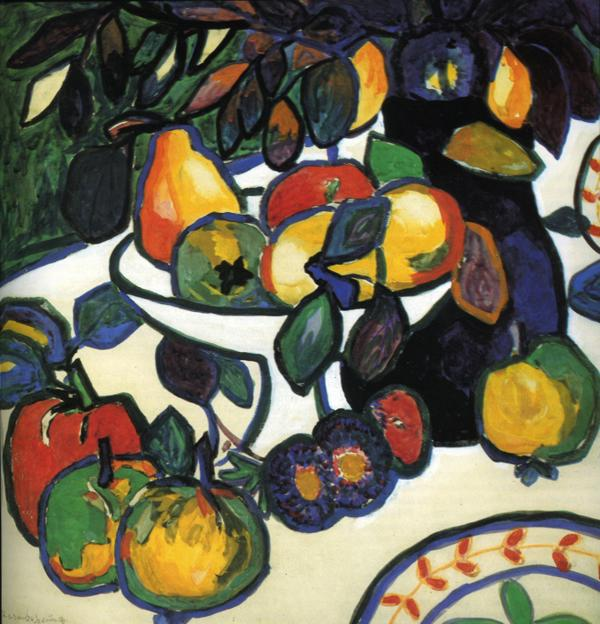
Natură moartă cu fructe — 1910 - 1911
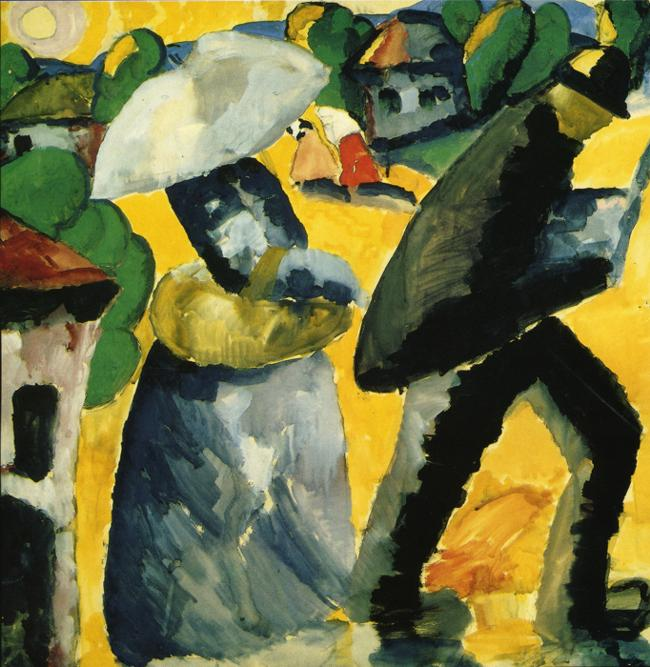
Într-un oraș de provincie — 1911 — 1912
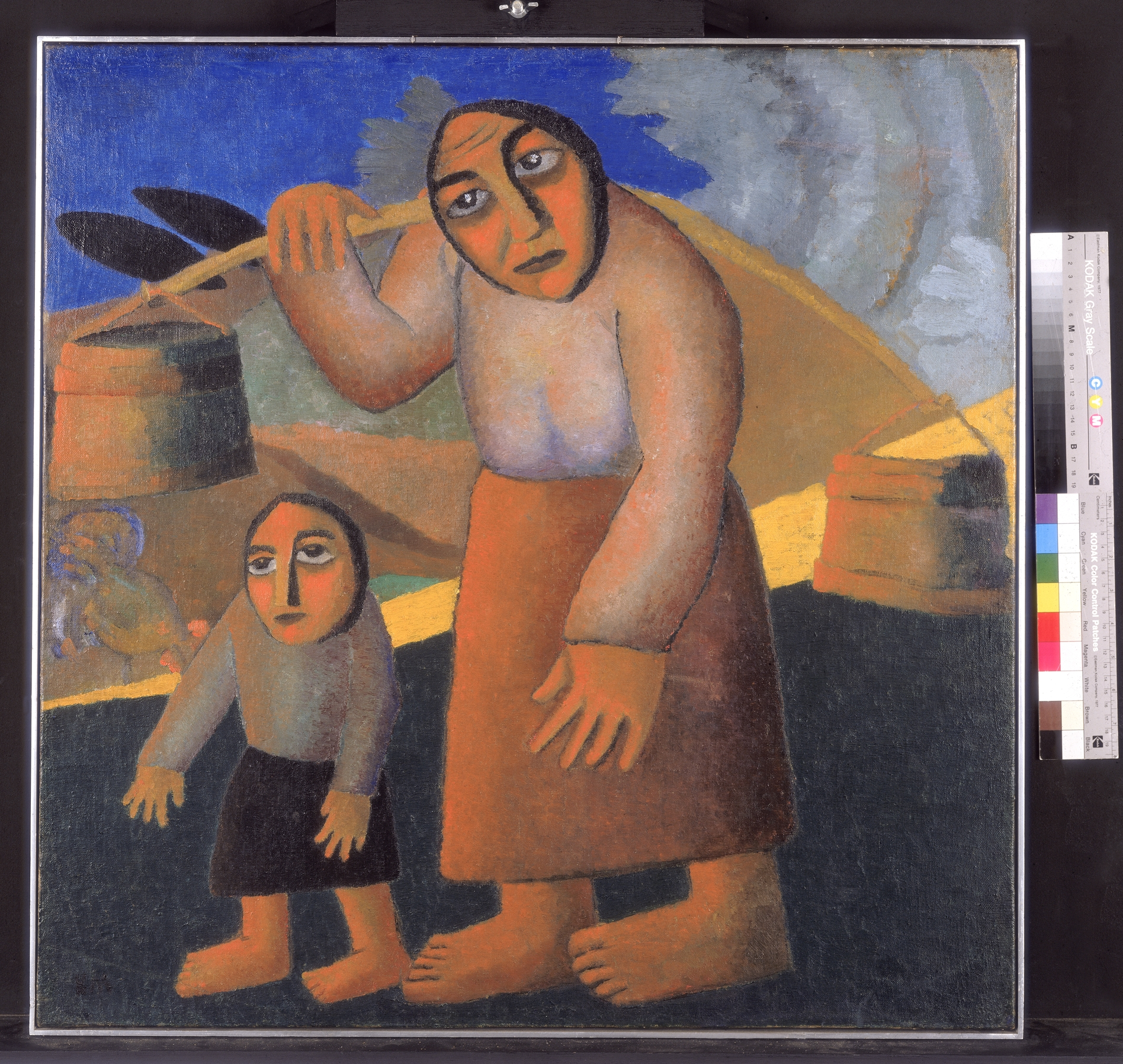
Țărancă cu un copil și cobiliță — 1912

La vârsta de treizeci și unu de ani, artistul își stabilizează viața personală, se căsătorește cu Sofia Mihailovna Rafalovici, o tânără și frumoasă autoare de versuri și povestiri pentru copii. Face parte acum - ca și Larionov, Goncearova și Kandinsky - din gruparea avangardistă "Bubnovîi Valet" ("Valetul de Caro"), orientarea lui artistică nu este totuși conturată. Alături de tablouri influențate de pictorii francezi contemporani, realizează și compoziții de artă primitivă, caracterizate de simplitate și realism naiv cu tematică inspirată de viața satului rus (Țărancă cu un copil și cobiliță, 1912).

### Perioadacubo-futuristă
În 1912, împreună cu Larionov și Goncearova, Malevici părăsește gruparea "Valetul de Caro"; în martie, participă cu toții la celebra expoziție intitulată "Oslinîi Chvost" ("Coada de măgar"), unde Malevici își prezintă lucrările sale cubo-futuriste. Influențat de Fernand Léger, își reduce personajele la forme obloconice și cilindrice sau execută colaje cubiste după modelul oferit de lucrările lui Pablo Picasso și Georges Braque. Malevici elimină perspectiva, așterne suprafețe colorate una peste alta, adună pe pânză materiale diferite, cel mai adesea lipind decupaje de hârtie. În "Compoziție cu Mona Lisa" face legătura dintre tablou și cuvânt, introducând în compoziție două cuvinte rusești, pictate cu litere mari, care înseamnă "eclipsă parțială". În felul acesta ne dă de înțeles că pictura nu este numai o reprezentare a lumii, cunoscută prin intermediul simțurilor. O semnificație ironică o are reproducerea după capodopera lui Leonardo da Vinci, lipită deasupra unui decupaj de ziar cu înscrisul: "locuință de vânzare". Mai mult decât atât, Gioconda este tăiată de linii roșii grosolane. Toate acestea simbolizează renunțarea la vechile canoane ale artei figurative care pe Malevici deja nu-l mai interesează. Suprafețele cromatice par să fragmenteze compoziția lăsând totodată impresia că se suprapun. Acest tablou-colaj este una dintre cele mai frumoase opere cubiste din arta rusă.

Lucrări reprezentative – Kazimir Malevici - Cubo - futurism
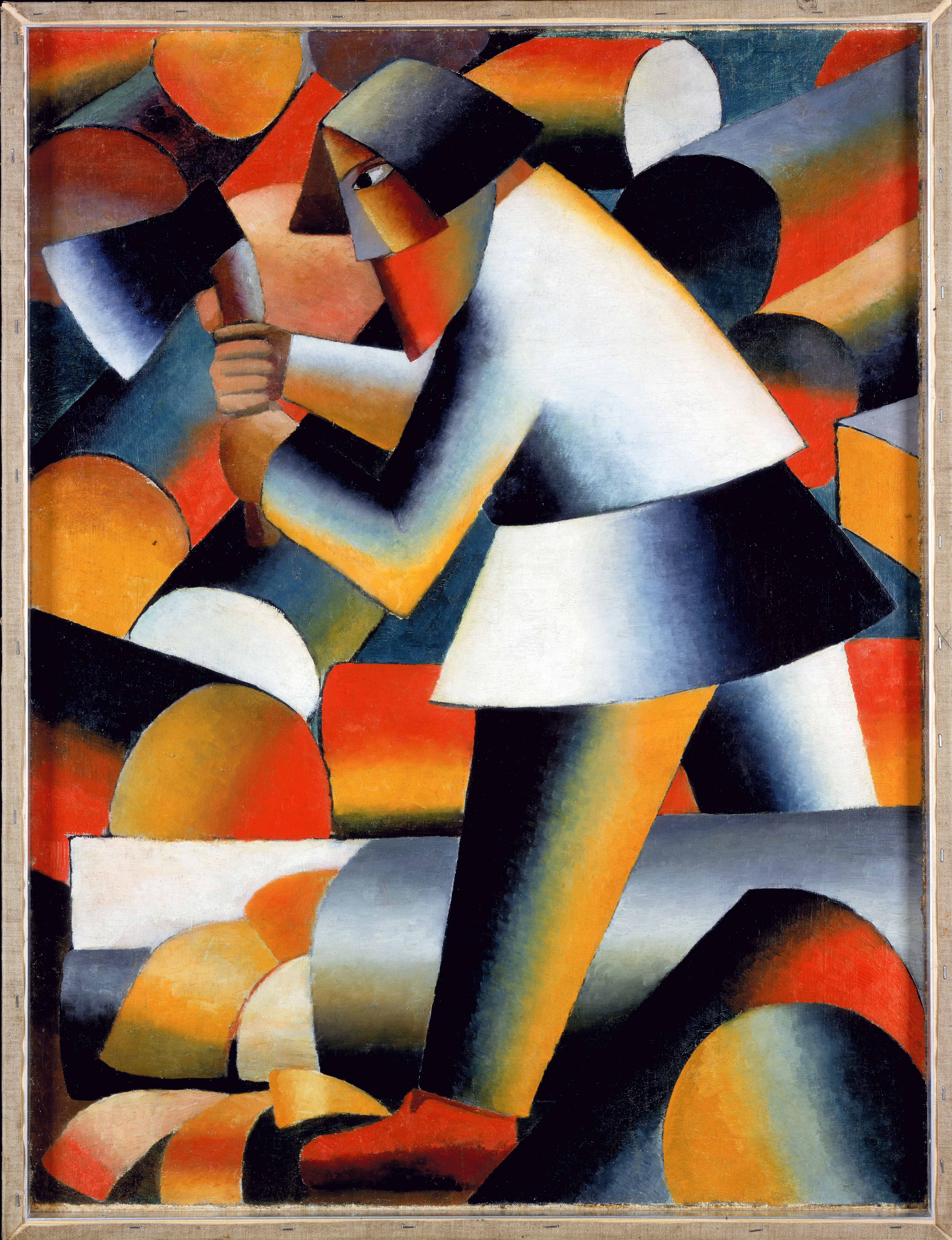
Tăietorul de lemne, 1912 - 1913
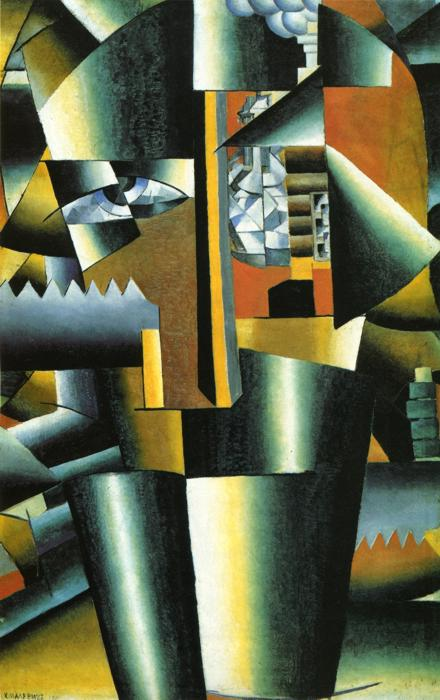
Portretul sculptorului Ivan Kliun, 1912 - 1913
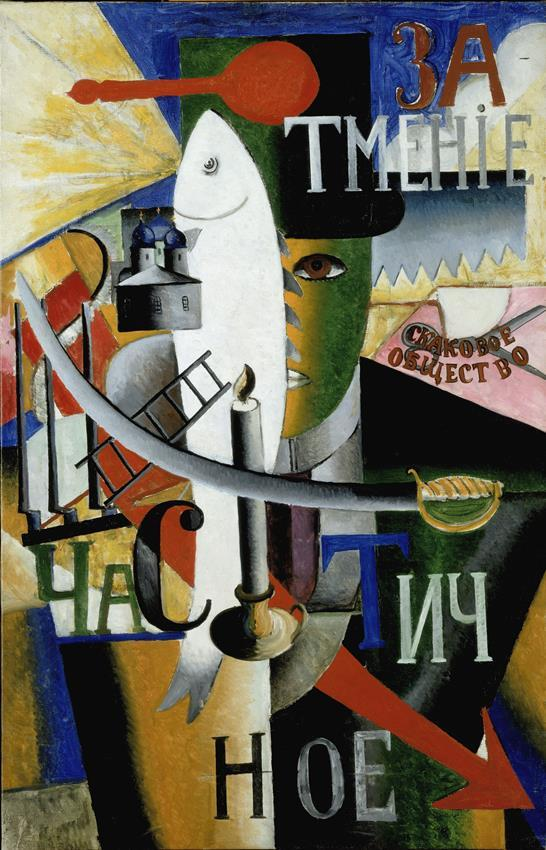
Un englez la Moscova, 1913 - 1914
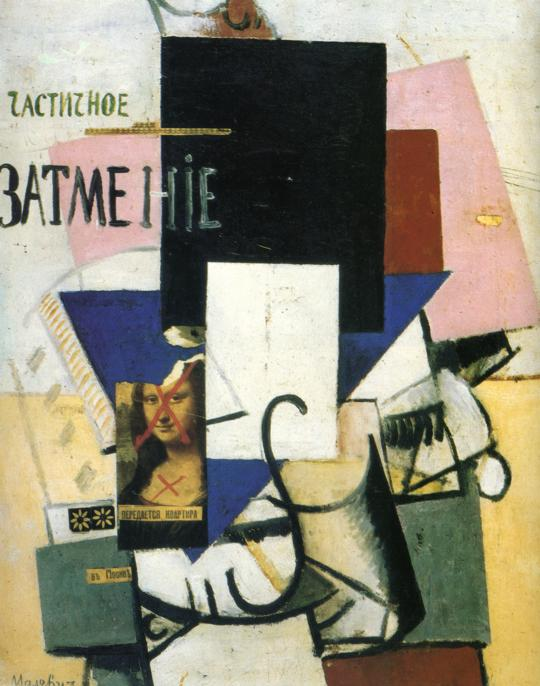
Compoziție cu Mona lisa sau Eclipsă parțială cu Mona Lisa, 1914

În tablourile sale fragmentează corpurile în stilul cubiștilor, culorile sale sunt totuși mai aproape de operele futuriste, nuanțe vii cu reflexe metalice. În tabloul "Un englez la Moscova", lingura de un roșu strident este simbolul futuriștilor ruși. În anul 1913 regizează opera futuristă "Victorie asupra soarelui", producție colectivă realizată de Velimir Șlebnikov (prologul), Mihail Matiușin (muzica) și Alexei Krucenik (libretul). Malevici proiectează decorurile și costumele confecționate din materiale simple în forme geometrice. Încă de pe atunci îi apare ideea "pătratului negru" care avea să devină emblema suprematismului: el apare ca fragment decorativ în actul patru, acoperind soarele, prezentat în primele trei acte.

### Suprematismul
(Vezi și articolul: Suprematism)

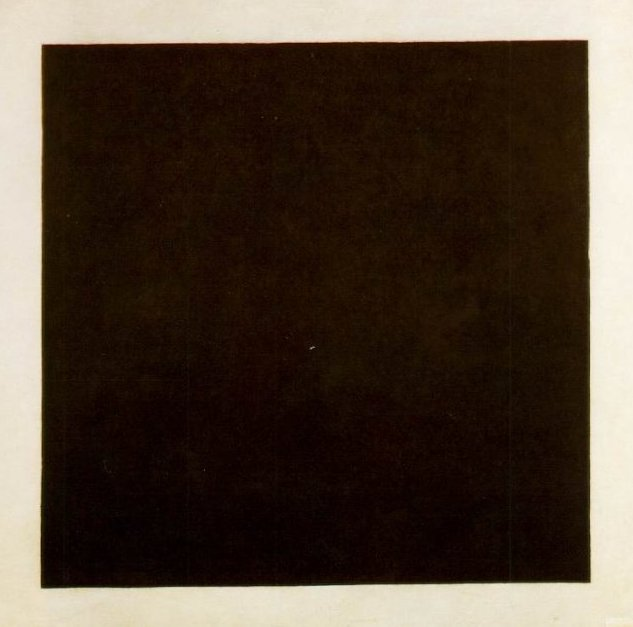
Celebra pictură Pătrat negru pe fond alb

În anul 1915, Malevici îi scrie unui prieten: „Constatând faptul că cubofuturismul și-a îndeplinit scopul, trec la suprematism, la un nou realism în pictură, la o artă fără subiect.” Și astfel, după perioadele futuristă, cubistă și cubofuturistă, Malevici se orientează spre o artă complet eliberată de balastul materiei, ființe și lucruri, grevată doar pe sentimente și emoții. 
Astfel, artistul proclamă „supremația creației pure în artele plastice” și de aici se trage numele noului curent. Pe 30 decembrie 1915, la Sankt Petersburg, este deschisă expoziția "0.10" - cunoscută și ca ultima expoziție futuristă - în cadrul căreia Malevici prezintă un număr de treizeci și nouă tablouri abstracte, printre care și celebrul Pătrat negru pe fond alb. Artistul pătrunde în arta abstractă, realizând compoziții bazate exclusiv pe forme geometrice simple, pictate în culori unitare.
În 1916 publică broșura De la cubism și futurism la suprematism. Noul realism în pictură. În această disertație, artistul califică suprematismul ca fiind pictură avangardistă. Analizează principalele direcții artistice și pe fiecare dintre ele o apreciază din punctul de vedere al valorilor pe care le-a adus în crearea următoarei etape în istoria picturii, apoi le critică pentru a susține că numai suprematismul este în stare să le depășească pe toate. Malevici propune „arta fără subiect,” care exclude raportările la realitate, și va fi purtătorul de cuvânt neobosit al acestei estetici.

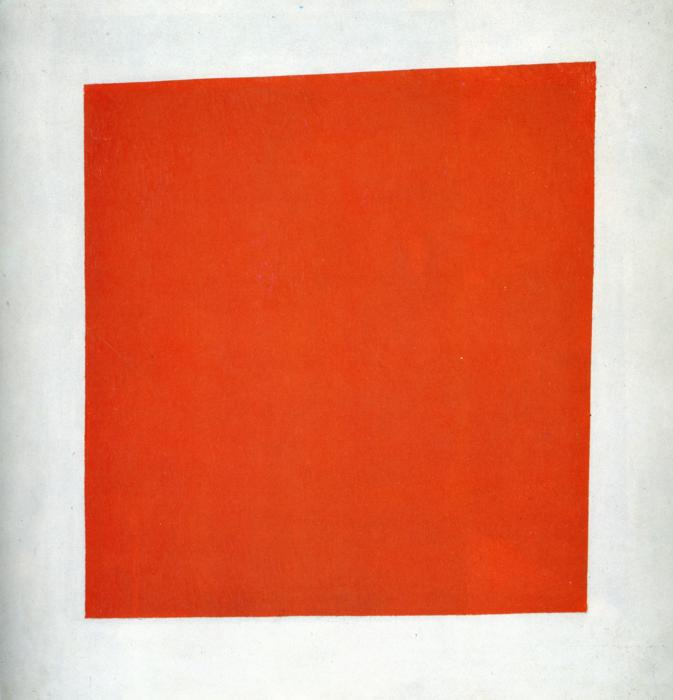
Pătrat roșu, 1915

Pătratul negru, denumit de Malevici „icoană neînrămată a timpului meu,” tinde spre atingerea neutralității absolute. Suprafața neagră, executată în întregime fără urme de pensulă, este imaculată și unitară. Factura fundalului, în schimb, de un alb cu o nuanță spre crem, este ușor neregulată, creând efectul încrustării albului în negru, în timp ce pătratul pare să se ridice în aer, dezlipindu-se de materia albă. Există trei exemplare ale Pătratului negru - datând din anii 1915, 1924 și 1929 - dar aceste versiuni individuale se deosebesc unele de altele. Niciunul dintre pătrate nu este cu adevărat un pătrat geometric, laturile lor nu sunt egale. Pătratul roșu, denumit de artist cu ironie, „Realism vizual al unei țărance în două dimensiuni,” nu este mai regulat decât cel negru, dimpotrivă, apare alungit în sus și la dreapta. Grație acestor deformări, pătratul roșu prinde viață, este parcă în mișcare. Înțelegerea paradoxală a "odihnei dinamice" cu care artistul operează adeseori în prelegerile sale, redă de minune senzația receptorului la vederea Pătratului roșu.
Compoziția "Suprematism" - cunoscută totodată și sub numele de "Cruce roșie pe cerc negru" (1915) - este organizată pe principiul unui joc îndrăzneț de linii oblice, în care suprafețele cromatice sugerează efecte dinamice. Artistul dorește să redea materialitatea palpabilă a elementelor din tablou și, prin extenso, materialitatea crucii, care se ridică și se desprinde de pe fundalul negru. Negrul, roșul și albul sunt pentru artist cele trei culori esențiale, în forme înviorate de strălucirea culorii pure.
În lucrările sale suprematisme, Malevici nesocotește intenționat legea gravitației. Noțiunile de sus și jos au fost înlăturate. De altfel, la diferite expoziții aceleași tablouri erau adesea agățate în poziții schimbate.

Lucrări reprezentative – Kazimir Malevici - Suprematism
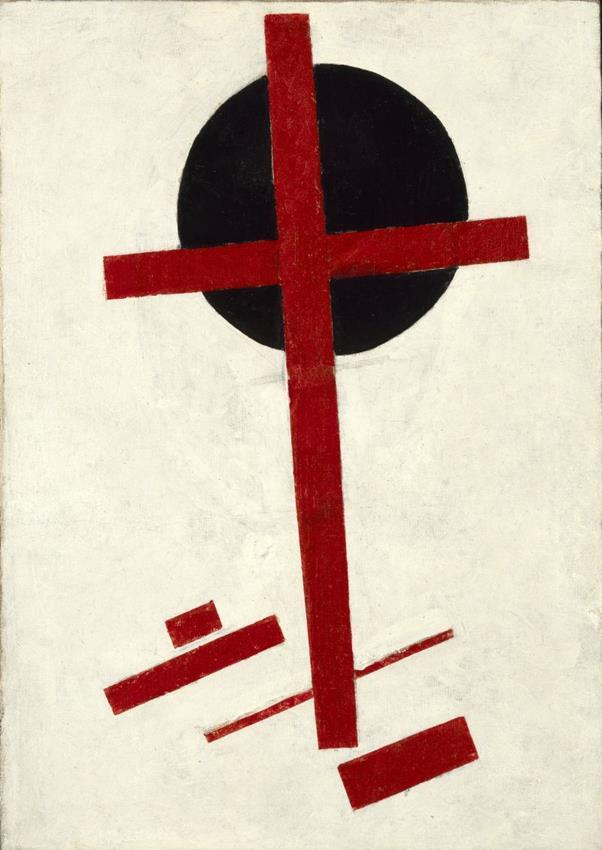
Cruce roșie pe cerc negru, 1915
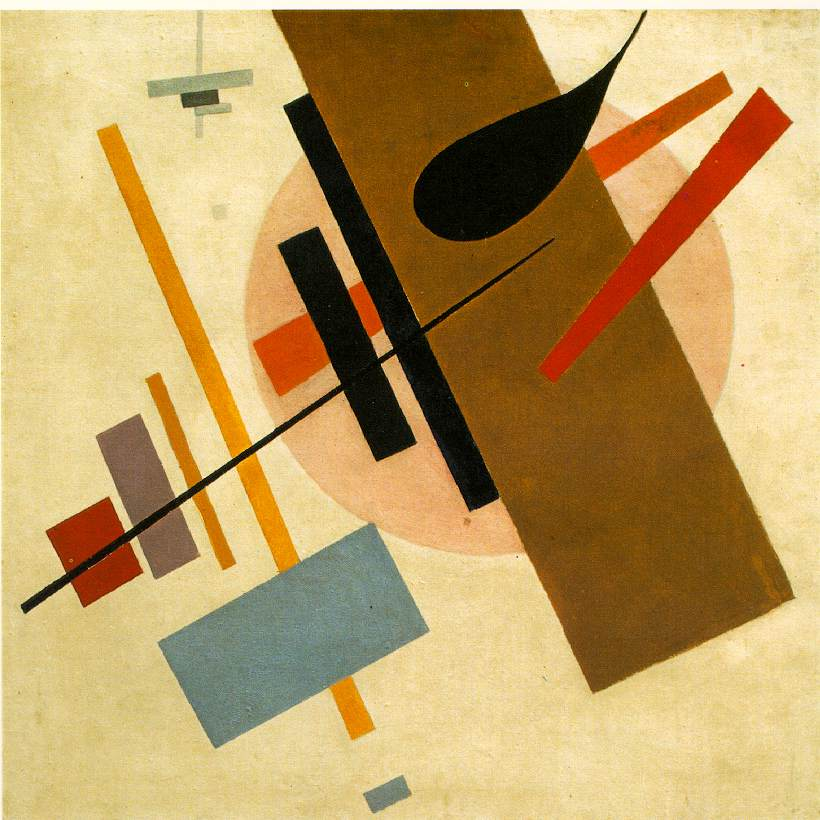
Supremus nr. 58, 1916
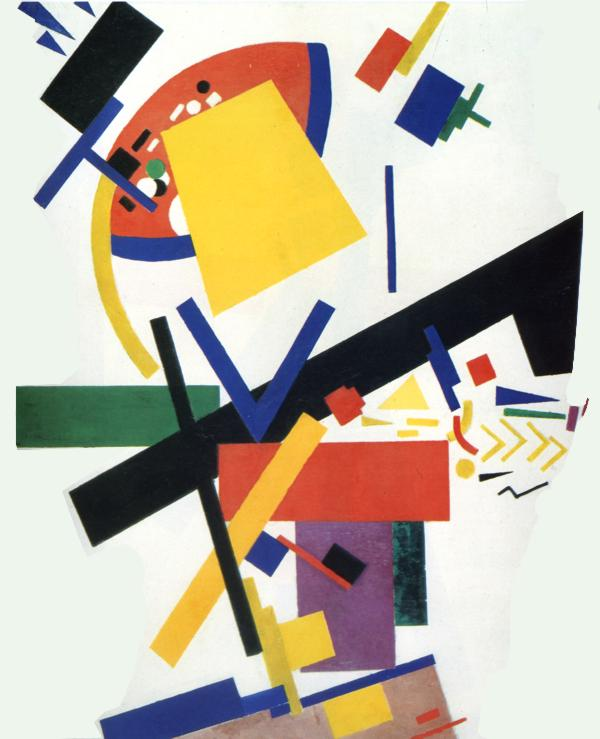
Suprematism, 1915
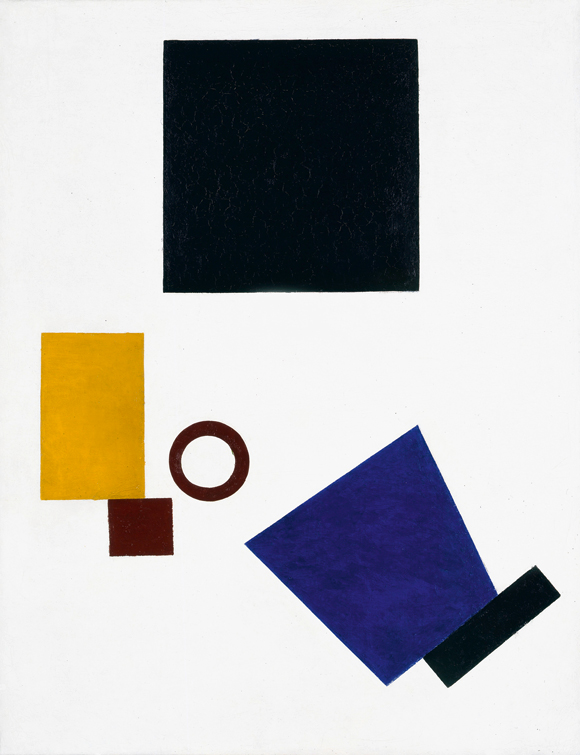
Autoportret bidimensional, 1915

Începând din anul 1916, la "formele primare" geometrice pictorul adaugă motive care sunt menite să scoată în evidență simplitate acestor forme. Un exemplu potrivit în acest sens îl constituie tabloul "Supremus nr. 58", unde liniile curbe centrale sunt întretăiate de numeroase dreptunghiuri, orientate în diferite direcții. Compoziția "Suprematism" prezintă o gamă cromatică mult mai amplă, albul și negrul se învecinează cu alte culori fundamentale și secundare. Patrulatere colorate se influențează reciproc și par să fie menținute în echilibru grație unei forțe invizibile. Senzația de mișcare și viteză este amplificată de axele diagonale.

### Perioada revoluționară

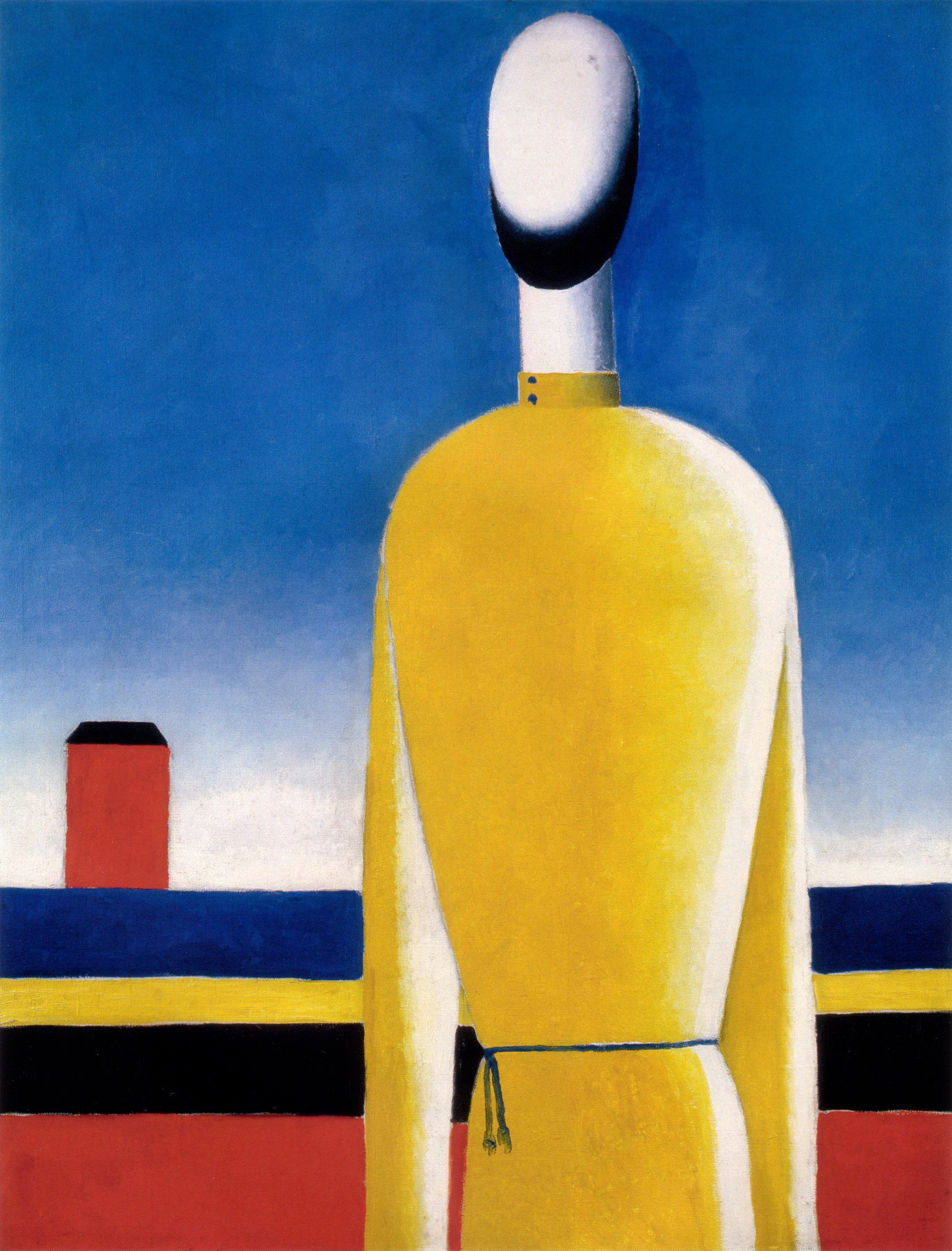
O presimțire rea, 1928-1932

Creația lui Malevici trezește interesul sincer al multor artiști, însă criticii și publicul îl privesc cu reticență. În 1917 izbucnește Revoluția din Octombrie pe care artistul o întâmpină cu entuziasm. Aderă plin de zel la "Gruparea Artiștilor de Stânga" și participă, împreună cu Nadejda Udalzova, la activitățile din "Atelierele Artistice Liber", unde se proiectează modele pentru industria textilă și vase de porțelan cu motive suprematiste. În ianuarie 1919, adresează în presă o chemare de "adunare a muncitorilor la studierea noii simetrii a compoziției și luminii". În vara anului 1919, Malevici primește din partea lui Marc Chagall propunerea de a primi în "Școala populară de Artă" din Vitebsk, înființată de el, un atelier de arhitectură și arte grafice, unde Malevici rămâne până în anul 1923. El formează aici gruparea UNOVIS (prescurtare a expresiei ruse: Utverditeli Novogo Iskusstva = "Campionii artei noi"), care avea ca scop promovarea unei viziuni suprematiste în artă și în viața de toate zilele, și ține un ciclu de prelegeri pe tema artei avangardiste, își scoate elevii pe stradă, lucrează împreună la o operă colectivă inspirată de suprematism și pictează zidurile în alb, după care, pe acest fundal așază cercuri verzi, pătrate portocalii și dreptunghiuri albastre. În anul 1924, publică o altă lucrare teoretică intitulată "Oglinda suprematistă", unde se opune propagandei din ce în ce mai prezente în arta rusă. Publicul și mediile artistice încep să înțeleagă arta lui Malevici, autoritățile sovietice, în schimb, îl tratează cu neîncredere crescândă. După moartea lui Lenin (1924), Stalin înăsprește regimul. Mijloacele de transmitere a informației devin un instrument al luptei ideologice. Artiștii nu sunt într-o situație mai bună, se interzic orice dezbateri publice, arta abstractă și avangardistă este cenzurată, activitatea artistică trebuie să servească îndoctrinării.
La începutul anului 1926, Malevici intenționează să facă o călătorie în Franța, primește permisiunea de a pleca în străinătate abia peste un an, însă numai în Polonia și Germania. Între 8 și 28 martie 1927 participă la Expoziția Internațională de Arhitectură din Varșovia, începând cu 1 aprilie se află la Berlin, unde expune la "Grosse Berliner Kunstaustellung" , cunoaște pe Jean Arp, Kurt Schwitters și vizitează Bauhaus-ul. Pe 5 iunie însă revine la Leningrad, după ce primise din Rusia o scrisoare care îl determină să se întoarcă imediat. Conținutul scrisorii nu-i este nimănui cunoscut, se știe doar că această chemare bruscă în țară l-a neliniștit pe artist. Niciodată nu va mai călători în străinătate.

### Revenire la pictura figurativă
În această atmosferă totalitară, entuziasmul lui Malevici suferă o cruntă dezamăgire. Primește funcția de profesor la Institutul de Stat pentru Istoria Artei, dar autoritățile continuă să-l suspecteze și este supravegheat cu regularitate. Chiar dacă galeria Tretiacov organizează în anul 1929 o retrospectivă a creației artistului, totuși rămâne permanent sub observație, cenzura îi respinge din ce în ce mai des articolele. În anul 1930 ajunge chiar pentru scurtă vreme în închisoare și este concediat de la Casa Artei din Leningrad. Sub presiunea doctrinei oficiale, Malevici revine la arta figurativă, se străduiește, totuși, prin intermediul ei să dea glas convingerilor sale fundamentale. 

Lucrări reprezentative – Kazimir Malevici - Pictura figurativă (revenire la)
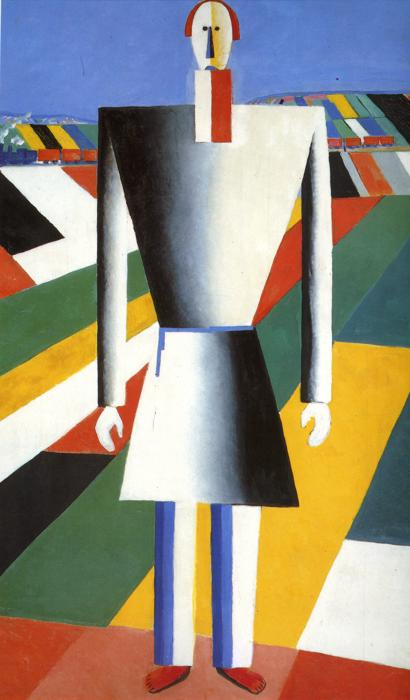
Țăran pe câmp, 1928 - 1932
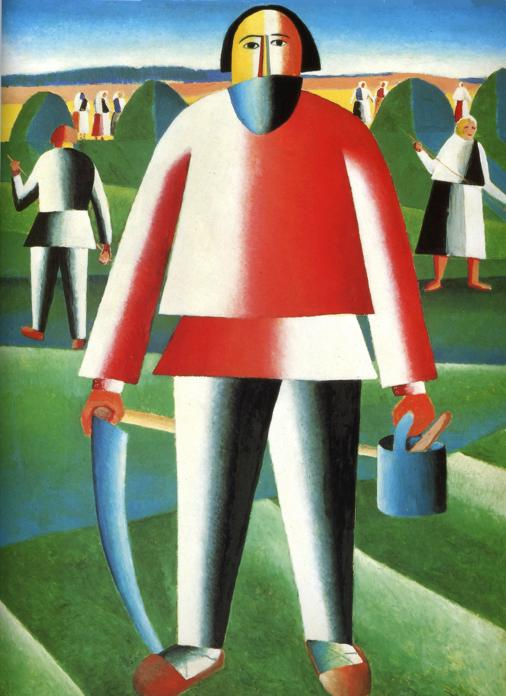
Cositul fânului, 1930
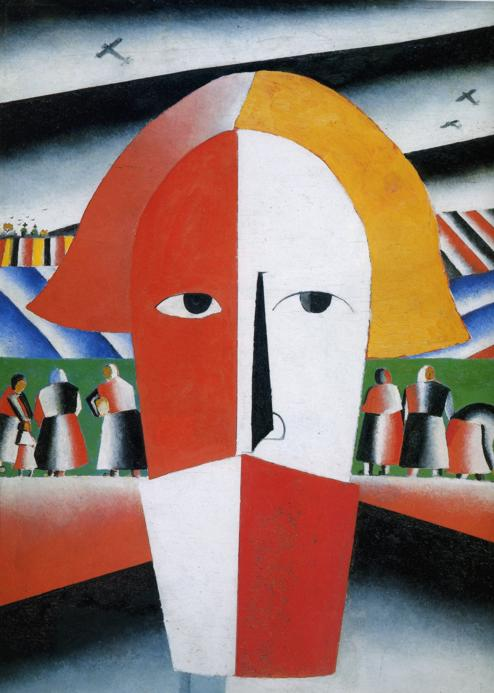
Cap de țăran, 1928 - 1932
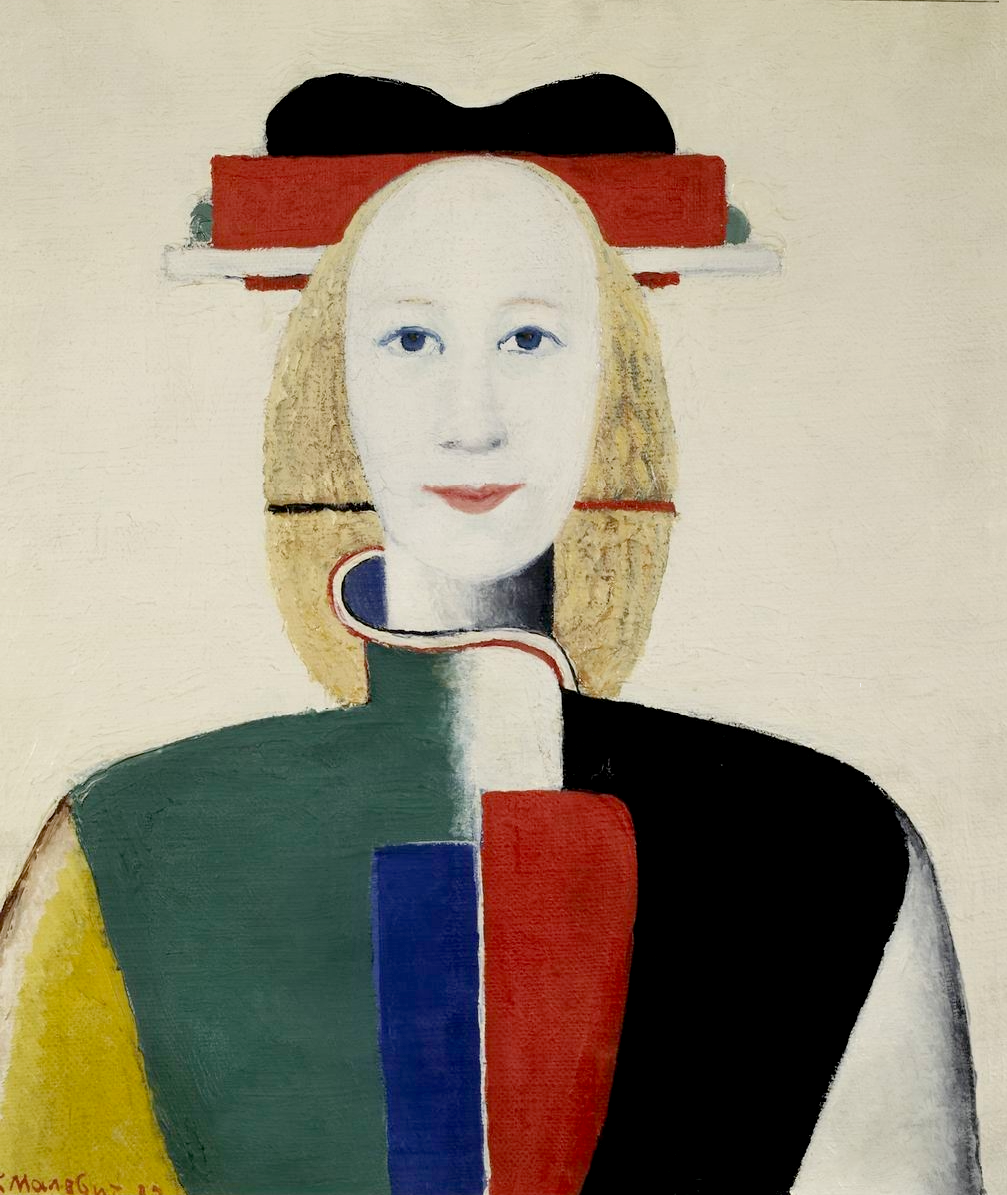
Fată cu pieptene, 1932 - 1933

Tabloul intitulat în mod semnificativ "O presimțire rea" respiră o neliniște profundă, personajul unui țăran îmbrăcat în tradițională rubașcă rusească are o înfățișare rigidă, ca o păpușă așezată într-un peisaj plat. Chipul lui redus la un simplu oval este lipsit de ochi. La fel de oarbă este și casa care nu are nici măcar o singură fereastră. Artistul nu pictează chipuri deoarece nu reușește să prezinte viitorul omului, nici măcar nu îndrăznește să și-l imagineze, mai ales când este vorba de un țăran amenințat de deportare sau moarte.

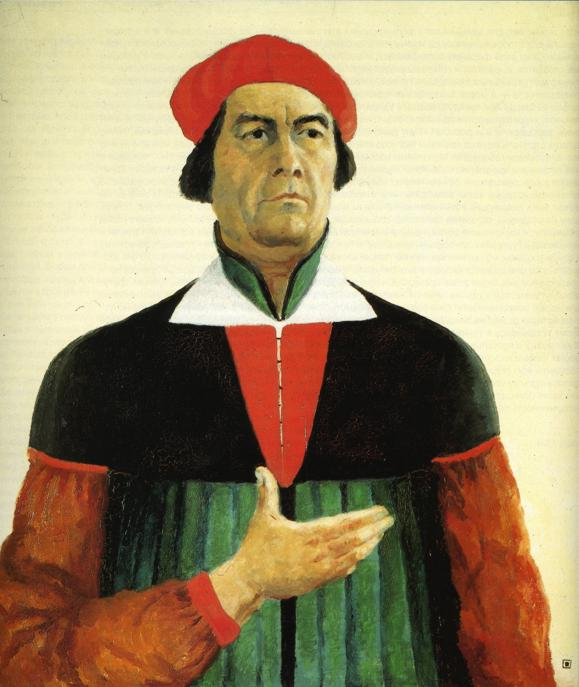
Autoportret — 1933

Pe tema acestui tablou Malevici va scrie: 
| “ | Compoziția s-a născut din sentimentul pustiului, singurătății și neputinței de a găsi o rezolvare a unor situații de viață. | ” |

Pictarea oamenilor fără chip, cu capetele de formă ovală monocromatică, ca și în alte tablouri (Cele trei femei, 1928 - 1932), este din partea artistului un act de condamnare a strămutărilor în masă a țăranilor și a colectivizării forțate a pământurilor, este o rezistență împotriva distrugerii satului tradițional. Chipurile pustii și plate, adevărate forme moarte, reprezintă un semnal de alarmă în fața pericolului de dezumanizare totală.
După ce în anii 1910 - 1911 realizase un ciclu de tablouri legate de viața satului, acum, la sfârșitul  anilor douăzeci, tratează tema în mod diferit. Personajele, exprimate cu ajutorul unor forme simplificate și colorate, pe fundalul unor dungi de culori diferite, reprezentând câmpurile, luncile, cerul și drumul, sunt total impersonale.
Fata cu pieptene este pictura unui portret imaginar. Acest personaj cu atitudine rigidă și privire imobilă este înveșmântat de artist într-un fel ingenios, în culori tipice suprematismului, roșu pe negru, galben, verde și albastru închis. Obiectul înfipt în părul fetei nu este un pieptene obișnuit, ci o formă pură plasată în spatele capului.
În aceste tablouri, doar în aparență mai accesibile, se ascunde o premisă politică. La o primă vedere s-ar părea că, revenind la pictura figurativă, artistul se apropie de arta propagandistă care celebrează munca și eroii socialiști. În realitate, i se opune în mod categoric, culorile autonome și formele pure trăiesc în opera de artă prin sine și pentru sine, demonstrând în felul lor ceea ce Malevici a numit „supremația sentimentului asupra fenomenelor de natură subiectivă.”
În autoportretul pictat în 1933, la vârsta de cincizeci și cinci de ani, artistul apare într-o atitudine hieratică atemporală; unghiul format de degetele mâinii drepte sugerează două laturi ale unui pătrat, figură geometrică adesea și notoriu folosită de artist.

## Deces, moștenire artistică
În anul 1933, Malevici află că este bolnav de cancer. Va muri doi ani mai târziu, pe 15 mai 1935. Și-a dorit ca înmormântarea să reprezinte ultima demonstrație a căutărilor artistice care l-au animat. Conform dorinței sale, este îngropat în haine de culoare negru-alb-roșu într-un sicriu proiectat chiar de el, împodobit cu un pătrat negru pe fundal alb.
Ignorată cu știință de oficialitățile sovietice timp de decenii, reabilitarea avangardei artistice ruse, și cu ea a lui Malevici, are loc abia o dată cu Perestroika. În 1988, opere ale lui Malevici sunt expuse într-o mare expoziție retrospectivă din Sankt Petersburg.